# 田文 (魏)
田 文（でん ぶん、生没年不詳）は、魏の宰相。斉の孟嘗君とは別人である。
父は魏の文侯の師であった田子方。父と同じく著名な儒家であったという。子方は文侯の家臣ではなく賓客として一生を終えており、息子の田文の代でようやく魏に仕官した。文侯が死去して武侯が即位した後、宰相の李克も死去した。このため、武侯は新宰相として田文を任命した。
しかし文侯の時代に功臣として働いた呉起は不満だった。このため、呉起は田文と論戦を挑んだ。「三軍の将として士卒を喜んで死地へ赴かせ、敵国にあえて我が魏をたばからせないようにする点で、お手前と私ではどちらが上か?」という呉起の質問に「私はあなたに及ばない」と田文は素直に答えた。「百官を統率し万民を親近し、国庫を充実させる点、お手前と私とではどちらが上か?」「あなたに及ばない」「西河の守となって、秦軍を魏に立ち向かわせず、韓・趙を服従させる点。お手前と私ではどちらが上か?」「あなたに及ばない」「この3点、お手前は、いずれも私の下にいながら、しかも位が私の上の宰相であるのは、どうしてか?」と勝ち誇るような呉起に対し、田文は騒ぐことなく答えた。「国君（武侯）は年若く国人は不安がり、大臣もまだ馴染まず民衆もまだ信じない。こうしたときに宰相の地位をあなたに委託すべきだろうか? 私に委託すべきだろうか?」これを聞いて、呉起は言葉を失った。自分が軍事才能を鼻にかけみっともないことをしたことを恥じたのである。呉起は自分が度量で田文に及ばないことを知り、その後は田文と協力しあったという。
紀元前387年に趙で武公が死去して後継者争いが起こると、介入を唱える呉起に対して公叔ら多くの者は介入に反対の意見を唱えた。このとき田文は呉起の意見を支持して趙に介入したという。だが、田文は間もなく病死し、文侯の女婿である公叔が新宰相になると、呉起は公叔と意見が合わずに逃亡することになった。